# Arita Baaijens
Arita Baaijens (1956) is een Nederlands schrijfster, ontdekkingsreizigster en bioloog.

## Biografie
Arita Baaijens groeide op in Ede en studeerde biologie in Amsterdam.
In de periode 1988-2004 trok Baaijens zeventien jaar lang met kamelen door de Sahara. Ze was de eerste vrouw die de Westelijke woestijn van Egypte alleen op een kameel doorkruiste. Haar ervaringen beschreef ze in de boeken Een regen van eeuwig vuur (1993), Oase Farafra (1998), Woestijnnomaden (2003) en Desert Songs (2008).
Na twee decennia verruilde Baaijens de woestijn voor Siberië. In 2013 omcirkelde de reizigster met een klein team het hele Altaigebergte te paard, vijftienhonderd kilometer door Kazachstan, China, Mongolië en Rusland. In het boek Zoektocht naar het paradijs (2016) beschreef ze haar expeditie. Ook deed ze onderzoek in Papoea-Nieuw-Guinea.
In 2017 startte ze een project in Nederland: Paradijs in de Polder. Met bewoners, onderzoekers en beleidsmakers onderzocht zij de omgang en verbinding met natuur. In 2018 verscheen het werkboek Paradijs in de polder (2018) bij Atlas Contact.
In 2020 initieerde Baaijens het filosofisch taalexperiment 'Taal voor de toekomst: in gesprek met de Noordzee'. Hierbij gaf ze de Noordzee een stem die tot het publiek spreekt.

## Publicaties

### Boeken
- 1993 – Een regen van eeuwig vuur (Contact, Amsterdam)
- 1995 – De geur van kamelen, red. en bijdrage (Sahara Sociëteit, Amsterdam)
- 1995 – De woestijn als passie, bloemlezing woestijnliteratuur (Contact, Amsterdam)
- 1998 – Oase Farafra (Contact, Amsterdam)
- 2001 – Regen aus ewigem Feuer (Rowohlt, Hamburg)
- 2003 – Woestijnnomaden (Contact, Amsterdam)
- 2005 – Wüstennomaden (Piper/Malik, Hamburg)
- 2008 – Desert Songs (Veenman Publishers, Rotterdam) (American University Press, Cairo) (NL en Engels) (2008)
- 2012 – De Tijdmachine. Met illustraties van Geerten ten Bosch (Matchboox)
- 2013 – The Modern Explorers, bijdrage (Thames & Hudson, London)
- 2016 – Zoektocht naar het paradijs (Atlas Contact, Amsterdam)
- 2016 – Search for Paradise (De Ketelfactory, Schiedam)
- 2018 – Paradijs in de polder (Atlas Contact, Amsterdam)
- 2020 – De dingen spreken. Cahier in serie Voorjaar 2020 (De Ketelfactory, Schiedam)

### Exposities
- 2008 – Desert Songs, Multimedia-installatie (Museon, Den Haag)
- 2016 – Search for paradise (De Ketelfactory, Schiedam)[10]
- 2021 – De Reis, Deelname groepsexpositie (De Ketelfactory, Schiedam)[11]
- 2021–2022 – Mens, praat met me. Multimedia-installatie met Mark IJzerman, Axel Coumans, Eeke Brussee. Groepsexpositie If Things Grow Wrong (Museum De Lakenhal, Leiden)[12]
- 2021–2022 – The Landscape Speaks. Van Marjolijn Boterenbrood met audiowandeling van Arita Baaijens. Groepsexpositie Deep Truth (Rijksmuseum Twenthe, Enschede)[13]

### Documentaires
- 2013 – O'Hanlons Helden, bijdrage (VPRO)[14]
- 2016 – Mindscapes, virtual-realityfilm over betekenis van landschap (We Make VR)
- 2021 – De Boeddhistische Blik: Kan ik de wereld veranderen? Bijdrage (KRO-NCRV)[15]

## Prijzen en nominaties

### Prijzen
- 2020 – Groeneveldprijs met Ambassade van de Noordzee[16]
- 2014 – Women of Discovery Humanity Award [17]
- 2014 – Traveler Of The Year Award (Spaanse Geografische Sociëteit)[18]

### Nominaties
- 2019 – Beste Spirituele Boek (shortlist) Paradijs in de Polder[19]
- 2016 – Jan Wolkers Prijs (shortlist) Zoektocht naar het paradijs[20]

## Varia
Baaijens is lid van de Royal Geographical Society en van Wings Worldquest. Ze werd geportretteerd in onder meer The Modern Explorers (2013, Thames and Hudson) en de tentoonstelling 'Gewoon Stoer' (2018, Margriet/Amsterdam Museum). Ze is oprichter en directeur van stichting Living Landscapes.